# 효정옹주
효정옹주(孝靜翁主, 1520년 12월 18일(음력 10월 29일) ~ 1544년 3월 22일(음력 2월 19일))는 조선의 왕족으로, 중종의 5녀이자 서4녀이다. 생모는 숙원 이씨이다.

## 생애

### 출생
1520년(중종 15년) 10월 29일, 중종(中宗)과 숙원 이씨(淑媛 李氏)의 둘째 딸로 태어났으며 이름은 순환(順環)이다. 어머니 숙원 이씨는 효정옹주를 낳고 얼마 뒤에 산후병으로 사망하였다. 동복 언니로 정순옹주가 있다.
1532년(중종 27년), 순원위(淳原尉) 조의정(趙義貞)에게 하가하였다. 당시 사헌부에서 영양군, 의혜공주, 효정옹주의 저택 공사에 대해 폐단이 심하다며 중지할 것을 청하기도 했다.

### 불행한 혼인 생활
남편 조의정과는 원만하지 못하였다. 조의정은 부마는 첩을 두어서는 안된다는 규율을 깨고 첩을 두어 여러 차례 중종의 꾸지람을 들었다. 그때마다 옹주는 투기하지 않고 남편을 보호하였는데, 조의정은 옹주의 몸종인 풍가이(豊加伊)를 첩으로 삼아 풍가이를 옹주처럼 대접하고 옹주를 몸종처럼 대우하는 등 박대하였다. 중종은 남편을 탓하지 않는 딸이 답답해 "여자가 되어 투기도 할 줄 모르면 여자가 아니니라"며 나무라기도 했다.

### 사망
1544년(중종 39년) 2월 19일, 효정옹주는 아이를 낳고 나흘 만에 죽었다.
중종은 사위 조의정이 옹주의 병세가 위독함에도 이를 늦게 알렸으며, 궁에서 치료를 위해 보낸 의원과 의녀를 집에 들이지도 않고 돌려보냈다며 조의정을 의금부로 보내 문초하게 하였다.
| “ | 전 순원위 조의정은 성품이 광패하여 여러해 동안 도에 어긋난 행동을 많이 저질렀으므로 내가 훈계하지 않을 수 없겠다고 여겨서 훈계한 것이 한두 번이 아니었다. 그런데 허물을 고치지 않을 뿐만 아니라 4∼5년 전부터는 옹주의 여비(女婢)인 풍가이(豊加伊)를 첩으로 삼아 사랑하면서 옹주의 거처를 비복(婢僕)처럼 대우하고 풍가이의 거처를 옹주처럼 대우하여 가도(家道)를 문란시켰으니, 죄를 다스리지 않을 수 없었다. 그러므로 그 자신을 경계시키기 위하여 비첩 풍가이는 내수사에서 치죄하도록 하고, 그는 외방에 내쳐 잘못을 고칠 것을 기대했다. 의정은 그래도 징계되지 않고 즉시 종을 보내 몰래 풍가이를 데려다가 집에다 두었다. 이것도 진실로 그의 죄이지만 나는 나이 어린 부마(駙馬)의 광패한 소치라고 생각하고 용서하여 죄를 다스리지 않았는데 오히려 내심 기뻐하면서 이 때부터 옹주를 더욱 박대하였다. 그가 옹주가 죽는다면 이 첩을 아내로 맞이하겠다는 계획을 세운 지가 이미 오래되었었다. 이번 달이 옹주의 출산 달이므로 의녀를 보내려고 했더니 의정은 한마디 상답(上答)도 않다가 오늘 병이 위독하게 되어서야 비로소 와서 고하였다. 즉시 의녀를 보내 그 집에 당도하니 의정이 또 들어가지 못하게 하였고, 의원이 미처 도착하기도 전에 중로에서 이미 죽었다는 말을 들었다고 한다. 의정의 행위가 매우 수상쩍으니 금부에 내려 추고하라. 풍가이는 아무리 의정의 사랑을 받았다고 하더라도 이미 옹주와는 종과 주인의 분수가 있는데 의정의 사랑을 믿고 항상 옹주를 능멸하고 거처를 문란케 하여 소박받게 하고 죽게까지 하였으니, 아울러 금부에 내려 추고하라. | ” |
|   | — 중종 |   |

중종은 궁에서 데리고 온 보모와 시녀를 내보낸 일과, 효정옹주가 출산 후에 외할머니를 불러달라는 부탁을 들어주지 않은 일 등을 꾸짖고 조의정과 풍가이를 가도(家道)를 문란하게 한 죄를 물어 추국하였다.
이에 조의정은 평소 옹주와의 사이가 돈독했으며, 옹주가 풍가이를 첩으로 삼아도 된다고 허락했다는 진술을 하였고, 옹주의 건강도 갑작스럽게 나빠졌으며 옹주를 구하기 위해 의녀를 불러 구호활동을 했다고 주장하였다.
| “ | 신(臣)이 풍가이를 비밀리에 첩으로 삼은 것은 아닙니다. 옹주가 지난 기해년(1539년)에 신에게 ‘예부터 연소한 부마들이 무뢰한 자들로 첩을 삼아 가도(家道)를 어지럽히는 경우가 많은데 매우 아름다운 일이 아니다. 여종 풍가이는 첩을 삼을 만하다.’ 하였습니다. 신이 비록 옹주의 말에 따라 첩으로 삼았으나 예사로 부렸고 다른 여종들과 조금도 다르지 않았습니다. 또 옹주가 스스로 첩 삼는 것을 허락하여 조금도 투기하지 않았으므로 항상 마음에 미안한 생각을 품었으며 정의가 더욱 두터웠습니다. 그런데 ‘풍가이만 사랑하여 옹주처럼 대우했으므로 가도를 문란하게 했다.’고 하니, 어찌 이런 일이 있겠습니까. 풍가이는 임인년(1542년)에 죄를 받아 함흥으로 가게 되었는데 중도에서 도망하여 순창(淳昌)의 농막에 의지하고 있다는 말만 들었을 뿐인데 어찌 감히 집에다 몰래 숨겨 놓았겠습니까. 옹주의 병이 위독하게 되어서야 계달했다는 일은 천지간에 있을 리 만무한 일입니다. 옹주는 산후에 건강 상태가 좋았고 음식도 보통 때와 같았습니다. 그랬는데 19일에 이르러 기침이 잦고 구토를 하므로 한편으로는 계달하고 한편으로는 종친부의 약방(藥房)을 불러 의녀 산비(山非) 등과 백방으로 약을 쓰면서 구호했으나 얼마 안 되어 절명했습니다. 이 사이의 진위는 증거가 모두 있습니다. 신이 지난 5월에 파직된 이래 날아 갈수록 더욱 황공해서 노모가 멀리 순천(順天)에 있지만 지금까지 뵈러 가지를 못했습니다. ‘오히려 내심 기뻐하면서 전교(傳敎)를 따르지 않았다.’는 것은 진실로 없는 일입니다. | ” |
|   | — 조의정의 공초 내용 |   |

《중종실록》에서는 효정옹주와 조의정 부부의 사건을 다음과 같이 평가하였다.
 
사신은 논한다.
이때 투기(妬忌)가 성행하였는데 대궐이 더욱 심하였다.
부마들은 모두 첩을 두지도 못하고 조금이라도 범하는 자가 있으면 혹독한 형벌을 가하여
아들과 어미가 함께 곤장 아래서 죽는 이도 있었다.
의정은 연소하고 성질이 광패하여 비첩(婢妾)을 사랑하다가 여러 차례 견책을 받았으나 조금도 거리낌이 없었다.
그러나 옹주가 정숙하여 투기하지 않고 잘 보호하여 보존될 수 있었다.
그런데 옹주가 산후증(産後症)으로 갑자기 죽자 즉시 그의 첩과 함께 금부에 가두고
지난날의 잘못을 낱낱이 적발하면서 죽게 된 사유를 추문했다.
그리하여 사건이 장차 예측할 수 없을 지경에 이르렀는데,
구해 주는 자의 힘을 입어 먼 외방에 유배되는 것에 그쳤다.
 — 《중종실록》 102권,
중종 39년(1544년 명 가정(嘉靖) 23년) 2월 19일 (무자)
결국 조의정은 유배를 가게 되었고, 풍가이는 장 백대를 맞고 풀려났는데, 숙원 이씨의 여동생으로 효정옹주의 이모인 상궁 은대(銀代)가 내수사의 종들을 시켜 풍가이를 잡아가두고 매를 때려 죽게 만들었다.
한편 조정 대신들은 풍가이가 자신의 어머니가 병석에 누워있을 때 지극정성으로 어머니를 간호한 일을 들어 효녀라고 일컬으며, 국가의 사법체계를 무시하고 사적인 감정으로 풍가이를 응징한 효정옹주의 이모인 은대의 처벌을 요구하였다.
중종은 처음에는 은대를 처벌하려 하지 않았으나 조정 대신들의 압박에 못 이겨 은대를 대구로 귀양보냈다. 명종 즉위 후 문정왕후는 은대를 방면할 것을 명하였다.

## 가족 관계
| - 부왕 : 중종(中宗, 1488 ~ 1544) - 생모 : 숙원 이씨(淑媛 李氏, ? ~ 1520) - 언니 : 정순옹주(貞順翁主, 1517 ~ 1581) | - 남편 : 순원위(淳原尉) 조의정(趙義貞, 1521 ~ 1548) - 아들 : 조천계(趙天啓, 1539 ~ ?) - 며느리 : 강위(姜偉)의 딸 진주 강씨 - 양손자 : 조령(趙玲, 1561 ~ ?) |